# Sidi Errabia
Sidi Errabia (în arabă سيدي الربيع) este o comună din provincia Médéa, Algeria.
Populația comunei este de 5.042 de locuitori (2008).